# Kevin Shattenkirk
Kevin Michael Shattenkirk (* 29. Januar 1989 in New Rochelle, New York) ist ein ehemaliger US-amerikanischer Eishockeyspieler. Der Verteidiger bestritt zwischen 2010 und 2024 über 900 Partien in der National Hockey League (NHL), nachdem ihn die Colorado Avalanche im NHL Entry Draft 2007 an vierter Position ausgewählt hatte. Neben Colorado lief er für die St. Louis Blues, Washington Capitals, New York Rangers, Tampa Bay Lightning, Anaheim Ducks und Boston Bruins auf. In den Playoffs 2020 gewann er dabei mit den Lightning den Stanley Cup. Auf internationaler Ebene vertrat er die Nationalmannschaft der USA unter anderem bei den Olympischen Winterspielen 2014.

## Karriere

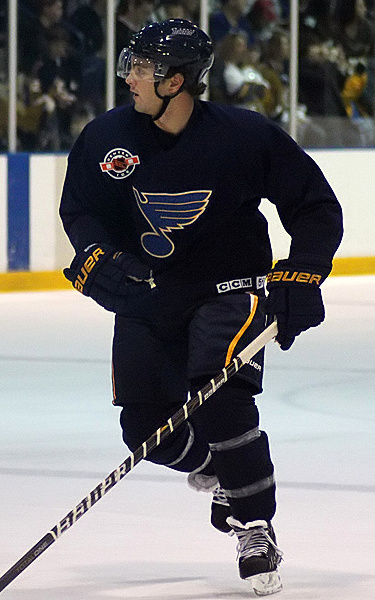
Shattenkirk im Trainingstrikot der St. Louis Blues (2011)

Shattenkirk wurde beim NHL Entry Draft 2007 in der ersten Runde an insgesamt 14. Stelle von der Colorado Avalanche aus der National Hockey League ausgewählt. Zuvor war er zwischen 2005 und 2007 zwei Jahre lang im National Team Development Program des US-amerikanischen Eishockeyverbandes USA Hockey aktiv gewesen. Im Rahmen des Förderprogrammes war er für die Verbandsteams in der North American Hockey League aufgelaufen. Nach dem Draft schrieb sich der Verteidiger an der Boston University ein und spielte parallel drei Jahre lang für die Universitätsmannschaft in der Hockey East, einer Division im Spielbetrieb der National Collegiate Athletic Association. Am Ende der Spielzeit 2008/09 wurde er mit seinem Team Meister der Hockey East und auch nationaler Staatsmeister. Im Jahr darauf wurde er zum Mannschaftskapitän ernannt.
Nachdem der Abwehrspieler mit seinem Team aus dem Hockey-East-Halbfinale 2010 gegen die University of Maine ausgeschieden war, unterschrieb er am 3. April 2010 seinen ersten Profivertrag mit der Colorado Avalanche. Er beendete damit seine Collegekarriere vorzeitig. Shattenkirk galt zu dieser Zeit als das größte Nachwuchstalent für das Franchise aus Denver. Den kurzen Rest der Saison 2009/10 verbrachte er beim Farmteam der Avalanche, den Lake Erie Monsters in der American Hockey League, wo er in drei Spielen zwei Assist erzielen konnte.
In der Saison 2010/11 absolvierte Shattenkirk seine ersten Einsätze für Colorado in der NHL. Nach guten Leistungen wurde er für die NHL All-Star Game SuperSkills Competition im Rahmen des All-Star Games eingeladen. Am 19. Februar 2011 wurde der Verteidiger in einem Tauschgeschäft von der Avalanche zusammen mit Chris Stewart und einem Zweitrunden-Wahlrecht für den NHL Entry Draft 2011 zu den St. Louis Blues transferiert, Colorado erhielt im Gegenzug Verteidiger Erik Johnson, den Angreifer Jay McClement sowie einen Erstrunden-Wahlrecht für den NHL Entry Draft 2011. Bei den Blues wurde der Offensivverteidiger in den folgenden Jahren heimisch. Mit Ausnahme eines kurzen Gastspiels bei TPS Turku in der finnischen SM-liiga, während des Lockouts zu Beginn der NHL-Saison 2011/12 spielte der US-Amerikaner sechs Jahre lang bis Ende Februar 2017 für die Blues. Da sein Vertrag im Sommer 2017 auslief und die Blues nicht davon ausgingen, dass sie ihn darüber hinaus halten konnten, transferierten sie ihn gemeinsam mit Torwart Pheonix Copley zu den Washington Capitals. St. Louis erhielt im Gegenzug die Spieler Zach Sanford, Brad Malone sowie ein Erstrunden-Wahlrecht im NHL Entry Draft 2017 und ein konditionales Zweitrunden-Wahlrecht im NHL Entry Draft 2019. Darüber hinaus übernahmen sie für den Rest der Spielzeit auch 39 Prozent des Gehalts Shattenkirks.
Den anvisierten Erfolg in den Stanley-Cup-Playoffs erreichte der Hauptstadtklub mit Shattenkirk aber nicht, sodass der Abwehrspieler lediglich 32 Partien für die Capitals absolvierte. Anschließend wurde sein auslaufender Vertrag von den Capitals nicht verlängert, sodass er sich im Juli 2017 als Free Agent den New York Rangers anschloss und somit in seine Heimat zurückkehrte. Bei den Rangers unterzeichnete Shattenkirk einen Vierjahresvertrag, der ihm ein durchschnittliches Jahresgehalt von 6,65 Millionen US-Dollar einbringen sollte. Nach zwei unterdurchschnittlichen Jahren entschlossen sich die Broadway Blueshirts jedoch bereits, dem Abwehrspieler die verbleibenden beiden Vertragsjahre auszubezahlen (buy-out). Wenig später erhielt er Anfang August 2019 einen Einjahresvertrag bei den Tampa Bay Lightning, mit denen er am Saisonende in den Playoffs 2020 den Stanley Cup gewann. Dennoch erhielt er in Florida kein neues Arbeitspapier, sodass er sich als Free Agent im Oktober 2020 den Anaheim Ducks anschloss und dort einen neuen Dreijahresvertrag unterzeichnete, der ihm ein durchschnittliches Jahresgehalt von 3,9 Millionen US-Dollar einbringen soll. In gleicher Weise wechselte er im Juli 2023 zu den Boston Bruins, die ihn mit einem Einjahresvertrag ausstatteten, der anschließend nicht verlängert wurde.
Im Dezember 2024 verkündete Shattenkirk dann offiziell das Ende seiner aktiven Karriere, in der er insgesamt 952 NHL-Partien bestritten und dabei 484 Scorerpunkte verzeichnet hatte.

### International
Für sein Heimatland spielte Shattenkirk im Juniorenbereich erstmals bei der World U-17 Hockey Challenge 2006, die die US-Amerikaner mit dem Gewinn der Silbermedaille abschlossen. Des Weiteren gehörte der Abwehrspieler zum US-amerikanischen Aufgebot bei der U18-Junioren-Weltmeisterschaft 2007. Dort gewann er ebenfalls die Silbermedaille. Zudem wurde Shattenkirk als bester Verteidiger des Turniers ausgezeichnet und ins All-Star-Team gewählt. Bei der U20-Junioren-Weltmeisterschaft 2009 lief er für sein Land als Assistenzkapitän auf. Zwar landeten die Vereinigten Staaten außerhalb der Medaillenränge, allerdings war Shattenkirk bester Vorlagengeber unter allen Verteidigern im Turnierverlauf.
Seinen ersten Einsatz für die Herrenmannschaft hatte Shattenkirk bei der Weltmeisterschaft 2011. Der Verteidiger kam in allen sieben Spielen der US-Amerikaner zum Einsatz und erzielte dabei drei Punkte, bevor das Team im Viertelfinale gegen die tschechische Auswahl aus dem Turnier ausschied. Drei Jahre später nahm er mit den USA an den Olympischen Winterspielen 2014 im russischen Sotschi teil.

## Erfolge und Auszeichnungen
| - 2008 Hockey East All-Rookie-Team - 2009 Beanpot-Tournament-Gewinn mit der Boston University - 2009 Lamoriello-Trophy-Gewinn mit der Boston University - 2009 Hockey East Second All-Star-Team - 2009 NCAA Division-I-Championship mit der Boston University | - 2009 NCAA Second All-Star-Team - 2011 Teilnahme an der NHL All-Star Game SuperSkills Competition - 2015 Teilnahme am NHL All-Star Game - 2020 Stanley-Cup-Gewinn mit den Tampa Bay Lightning |

### International
- 2006 Silbermedaille bei der World U-17 Hockey Challenge
- 2007 Silbermedaille bei der U18-Junioren-Weltmeisterschaft
- 2007 Bester Verteidiger der U18-Junioren-Weltmeisterschaft
- 2007 All-Star-Team der U18-Junioren-Weltmeisterschaft

## Karrierestatistik

### International
Vertrat die USA bei:
| - World U-17 Hockey Challenge 2006 - U18-Junioren-Weltmeisterschaft 2007 - U20-Junioren-Weltmeisterschaft 2009 | - Weltmeisterschaft 2011 - Olympischen Winterspielen 2014 |

(Legende zur Spielerstatistik: Sp oder GP = absolvierte Spiele; T oder G = erzielte Tore; V oder A = erzielte Assists; Pkt oder Pts = erzielte Scorerpunkte; SM oder PIM = erhaltene Strafminuten; +/− = Plus/Minus-Bilanz; PP = erzielte Überzahltore; SH = erzielte Unterzahltore; GW = erzielte Siegtore; 1 Play-downs/Relegation; Kursiv: Statistik nicht vollständig)